# Christian Früchtl
Christian Früchtl, né le 28 janvier 2000 à Bischofsmais en Allemagne, est un footballeur allemand qui joue au poste de gardien de but à l'US Lecce.

## Biographie

### En club
Né à Bischofsmais en Allemagne, Christian Früchtl est formé par le Bayern Munich. Il joue son premier match en Youth League le 9 décembre 2015 à seulement 15 ans contre les jeunes du Dinamo Zagreb (victoire 0-1). C'est au même âge qu'il participe au premier entraînement avec le groupe professionnel, lors d'un camp d'entraînement au Qatar en janvier 2016.
Früchtl effectue ses premiers pas en professionnel avec l'équipe réserve du club, en troisième division allemande. Il joue son premier match dans cette compétition le 20 juillet 2019 contre le FC Würzburger Kickers. Il est titularisé lors de cette rencontre perdue par son équipe par trois buts à un.
Le 7 août 2020, Früchtl est prêté pour une saison au FC Nuremberg,. Il quitte le club au terme de son prêt, sans avoir joué le moindre match avec Nuremberg.
Il fait finalement sa première apparition avec l'équipe première du Bayern le 14 mai 2022 contre le VfL Wolfsburg, en championnat. Il entre en jeu à la place de Manuel Neuer lors de ce match (2-2 score final),, et devient ainsi champion d'Allemagne, le Bayern étant sacré pour la dixième fois de suite.
Le 15 juin 2022, il quitte définitivement le Bayern Munich pour s'engager en faveur de l'Austria Vienne. Il signe un contrat courant jusqu'en juin 2025 et vient pour remplacer l'ancien titulaire Patrick Pentz, parti au Stade de Reims.
Früchtl joue son premier match pour l'Austria Vienne le 16 juillet 2022, à l'occasion d'une rencontre de coupe d'Autriche face au FC Wels (en). Il est titularisé et son équipe s'impose par sept buts à zéro.
Le 25 juin 2024, Christian Früchtl rejoint l'Italie afin de s'engager en faveur de l'US Lecce. Il signe un contrat courant jusqu'en juin 2027, avec deux années supplémentaires en option.
Il joue son premier match pour Lecce le 24 septembre 2024, lors d'une rencontre de coupe d'Italie face à l'US Sassuolo. Il est titularisé lors de ce match perdu par son équipe sur le score de deux buts à zéro.

### En équipe nationale
Christian Früchtl représente l'équipe d'Allemagne des moins de 17 ans de 2016 à 2017. Il joue un total de sept matchs avec cette sélection.
Früchtl joue également avec la sélection des moins de 18 ans, jouant deux matchs, l'un en 2017 et l'autre en 2018.
Avec les moins de 20 ans il participe à trois matchs, tous en 2019.

## Palmarès
Bayern Munich
- Championnat d'Allemagne (1) :
  - Champion : 2021-22.